# Fair Head
Fair Head ou Benmore (de l'irlandais : an Bhinn Mhór) est un cap rocheux d’Irlande du Nord dans le comté d'Antrim.